# Carl Christian Lauteschläger
Carl Christian Lauteschläger (auch: Karl Christian Lauteschläger) (* 11. Juli 1788 in Darmstadt; † 14. Januar 1835 in Darmstadt) war Bürgermeister von Darmstadt.

## Leben
Carl Christian Lauteschläger war der Sohn des Zimmermeisters und Stadtrats Peter Christian Lauteschläger (1752–1816).
Carl Christian Lauteschläger war Stadtbaumeister und von 1833 bis 1835 Bürgermeister von Darmstadt.

## Ehrungen
1873 wurde die Holzhofstraße (frühere Holzhofgasse) im Darmstädter Martinsviertel in „Lauteschlägerstraße“ umbenannt.